# V gorode Sotji tjomnyje notji
V gorode Sotji tjomnyje notji (russisk: В городе Сочи тёмные ночи) er en sovjetisk spillefilm fra 1989 af Vasilij Pitjul.

## Medvirkende
- Aleksej Zharkov som Stepanytj
- Natalja Negoda som Lena
- Anastasija Vertinskaja
- Aleksandr Lenkov
- Anna Tikhonova som Jeanne